# تماثيل نابليون الستة (رواية)
مغامرة تماثيل نابليون الستة (بالإنجليزية: The Adventure of the Six Napoleons)‏ هي إحدى قصص شرلوك هولمز القصيرة بقلم السير آرثر كونان دويل وقد نشرت القصة لأول مرة عام 1904 ضمن سلسلة عودة شيرلوك هولمز.

## الترجمة العربية
- مغامرة تماثيل نابليون الستة، مؤسسة هنداوي، ترجمة إسلام سميح الردان ومراجعة محمد فتحي خضر.[2]
- مغامرة تماثيل نابليون الستة، (ضمن مغامرات شيرلوك هولمز) مؤسسة هنداوي، ترجمة أميرة علي عبد الصادق.(مختصرة)[3]